# Колофон (смола)
Вижте пояснителната страница за други значения на Колофон.
Колофонът (на старогръцки: Κολοφωνία) е крехко полупрозрачно аморфно вещество, с бледожълт до тъмночервен или почти черен цвят. Добива се от смолата на иглолистни растения, предимно от борове (но може и от други дървесни видове), чрез изпаряване на летливите (терпенови) компоненти. Температурите на омекване и топене зависят както от вида му, така и от използвания метод като могат да варират от 50 – 70 °C до 100 – 130 °C. Колофонът е силно запалим, гори с пушещ пламък.

## Етимология
Сегашното наименование колофон произхожда от ст. гр. πίσσα Κολοφωνία, лат. colophonia resina, т.е. смола от Колофон, древен град в Лидия, западната част на Мала Азия, между Лебедос и Ефес (дн. Турция), един от дванадесетте йонийски града, известен по онова време с търговията с колофон.

## Видове

### Балсамов колофон
Получава се при дестилацията на смолата от иглолистните дървета и представлява смес от природни смолни киселини и наситени и ненаситени мастни киселини и др. Разтваря се добре в спирт (изопропилов и етилов), в ацетон, бензол и по-слабо в бензин и газ. Не е разтворим във вода.
Намира приложение в лакобояджийската, козметичната, фармацевтичната индустрия и в целулозно-хартиената промишленост.
Служи като компонент при производството на хартия и картон, за емулгатор при производството на синтетичен каучук и гума, пластмаси, бои и лакове, изкуствена кожа, линолеум, сапун, електроизолационни материали. Използва се за производство на материали за производството на оптика, фиксиращи смоли за прецизна механична обработка.

### Талов колофон
Получава се при дълбоковакумна дестилация на талово масло.
Таловият колофон се използва като суровина при производството на течен клей за целулозно-хартиената промишленост и за лакове и смоли.
Намира приложение при производството на и повторната преработка на хартия и хартиени изделия, колофоново лепило, алкидни бои, лакове, грундове, бои, безири и др.

## Други приложения
- във фармацията като глазиращ агент при някои лекарства, както и като съставка в някои мазила и мехлеми
- в хранително-вкусовата индустрия под номер Е915 – като стабилизатор, използван за овкусител на дъвки, а също и в цитрусовите аромати.[3] Производният му глицеролов естер – E445 се използва като емулгатор в безалкохолните напитки
- като повърхностноактивно вещество при запояването (като флюс при запояване с тинол или калай)[4]
- с колофон се натриват струните на струнните инструменти, както и лъковете за тях, също така в миналото се използвал и за натриване тетивите на бойните лъкове
- в множество други области, най-вече за подобряване на триенето, но също така има и други приложения, несвързани с триенето